# Parkschouwburg (Amsterdam)

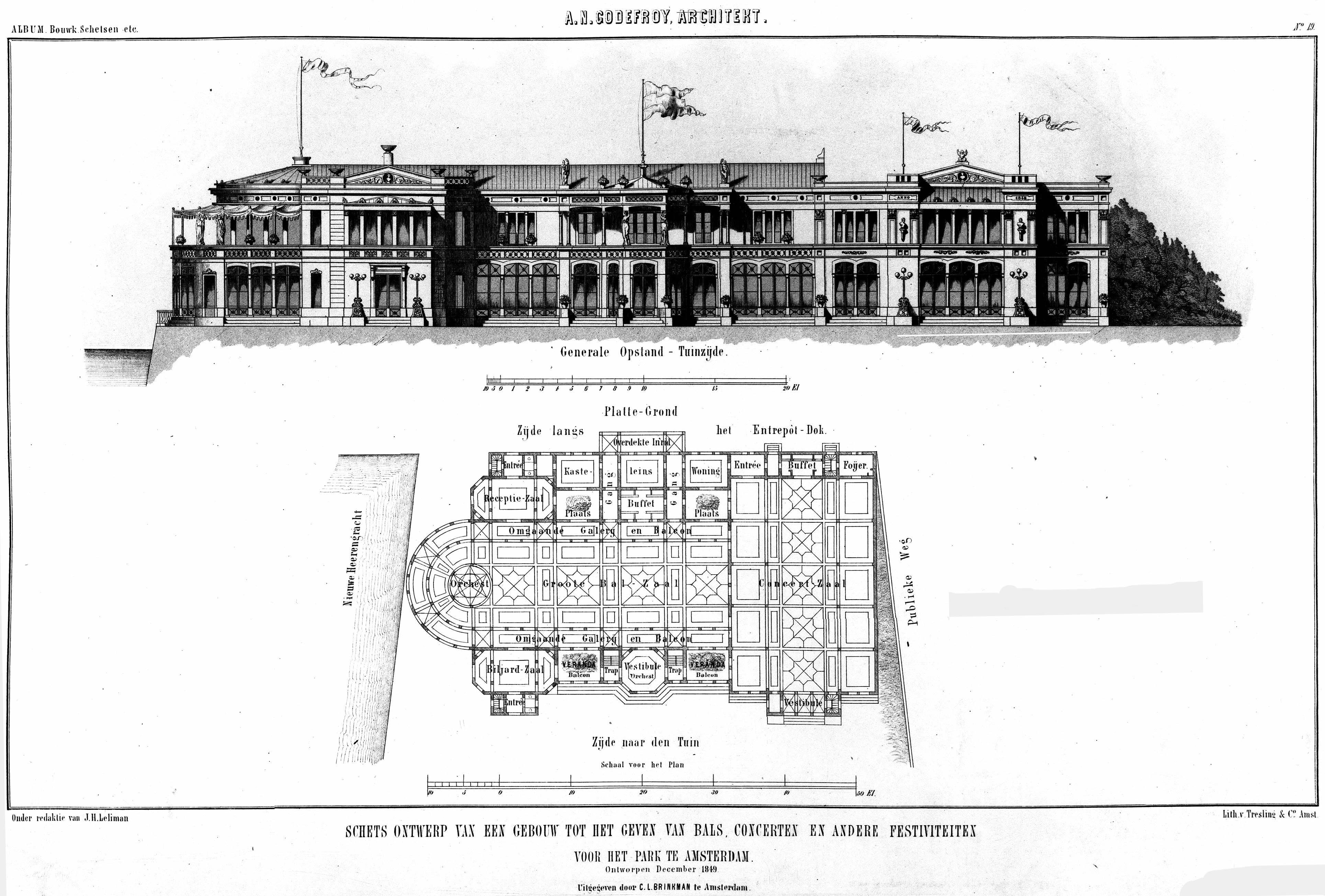
Bouwtekening uit 1849 van een eventuele schouwburg in het park in Amsterdam. Niet gerealiseerd

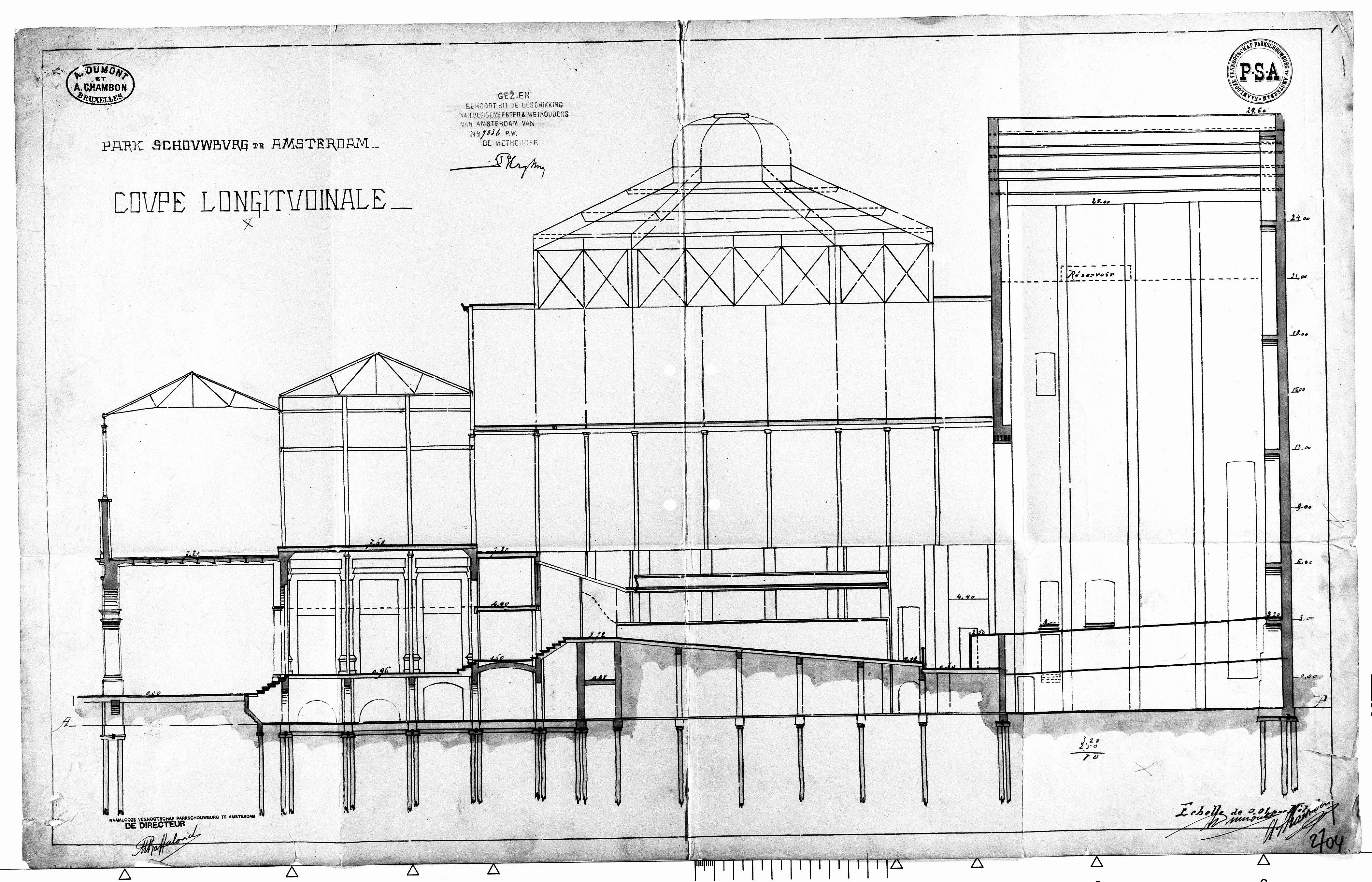
Bouwontwerp van Chambon en Dumont uit 1882, dat uiteindelijk gerealiseerd werd

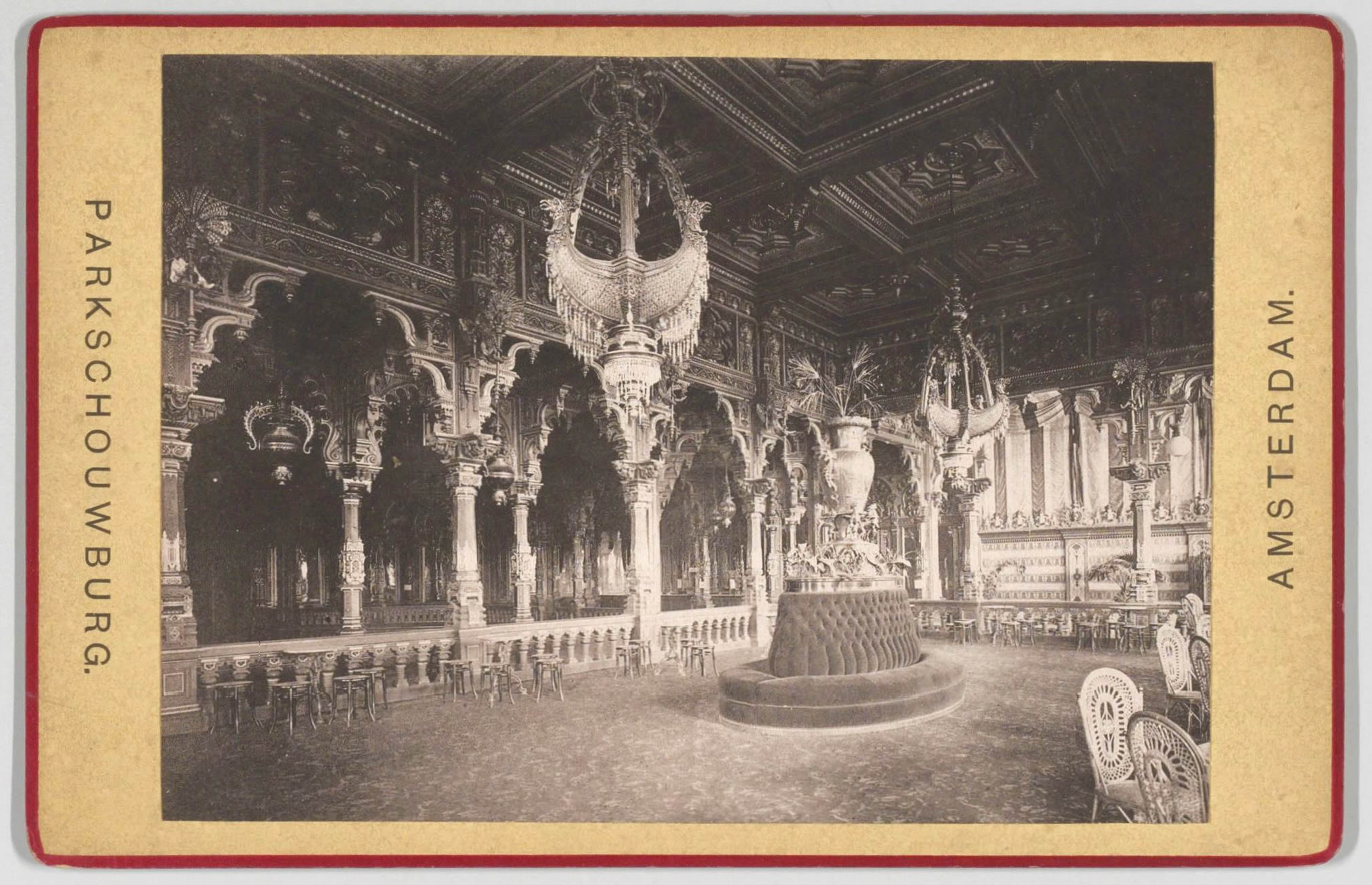
Foto van deel van het interieur (foyer) van de Parkschouwburg Amsterdam (1883)

De  Parkschouwburg was een theater in Amsterdam aan de Plantage Parklaan/Plantage Doklaan, waar tegenwoordig het Wertheimpark (met het huidige Sportpark Parkschouwburg) is gesitueerd. Het theater werd gebouwd in de jaren 1882-1883 en gesloopt in 1911-1912. 

## Geschiedenis
In 1849 was er een plan ingediend door architect Abraham Nicolaas Godefroy voor een schouwburg annex dans- en evenementenzaal in het Park. In plaats van dit plan ontwierp architect Willem Froger de Parkzaal, een feest- en concertzaal die in 1880 weer werd afgebroken. Alleen de parkentree met de sfinxen zijn daar nu nog van overgebleven. In 1883 zou de Wereldtentoonstelling in Amsterdam plaatsvinden, en er was in dat kader toch behoefte aan een nieuwe schouwburg waarin diverse evenementen zouden kunnen worden georganiseerd. In 1883 werd een nieuw initiatief genomen: de opdrachtgever was de N.V. Parkschouwburg onder toenmalig directeur Michel Raffalovitch. Als nieuwe architecten werden Albert Dumont en Alban Chambon aangetrokken. Zij ontwierpen een schouwburg waarin afhankelijk van de variabele stoelopstelling plek zou zijn voor 1200 tot 2000 man publiek. De zaal van de schouwburg had een hoefijzer- of pistevorm, met loges, balkons, stalles en parterreplaatsen. De zaal kon ook als balzaal worden gebruikt.
Op 9 juni 1883 werd de schouwburg geopend met een concert met dirigent Willem Kes, een ballet van A. Alessandri en een pantominevoorstelling van Paolo Martinetti.
In 1886 werd na bestuurlijke ruzie de directie overgedragen aan zanger/acteur Johannes George de Groot, de medeoprichter van het Hollandsch Opera-Gezelschap, en hierdoor kreeg de Parkschouwburg meer een operahuisreputatie. In 1893 werd de schouwburg verkocht en in de jaren tot 1903, toen de deuren definitief sloten, vonden er nog maar weinig voorstellingen plaats. De Parkschouwburg werd uiteindelijk in 1912 gesloopt.

## Architectuur

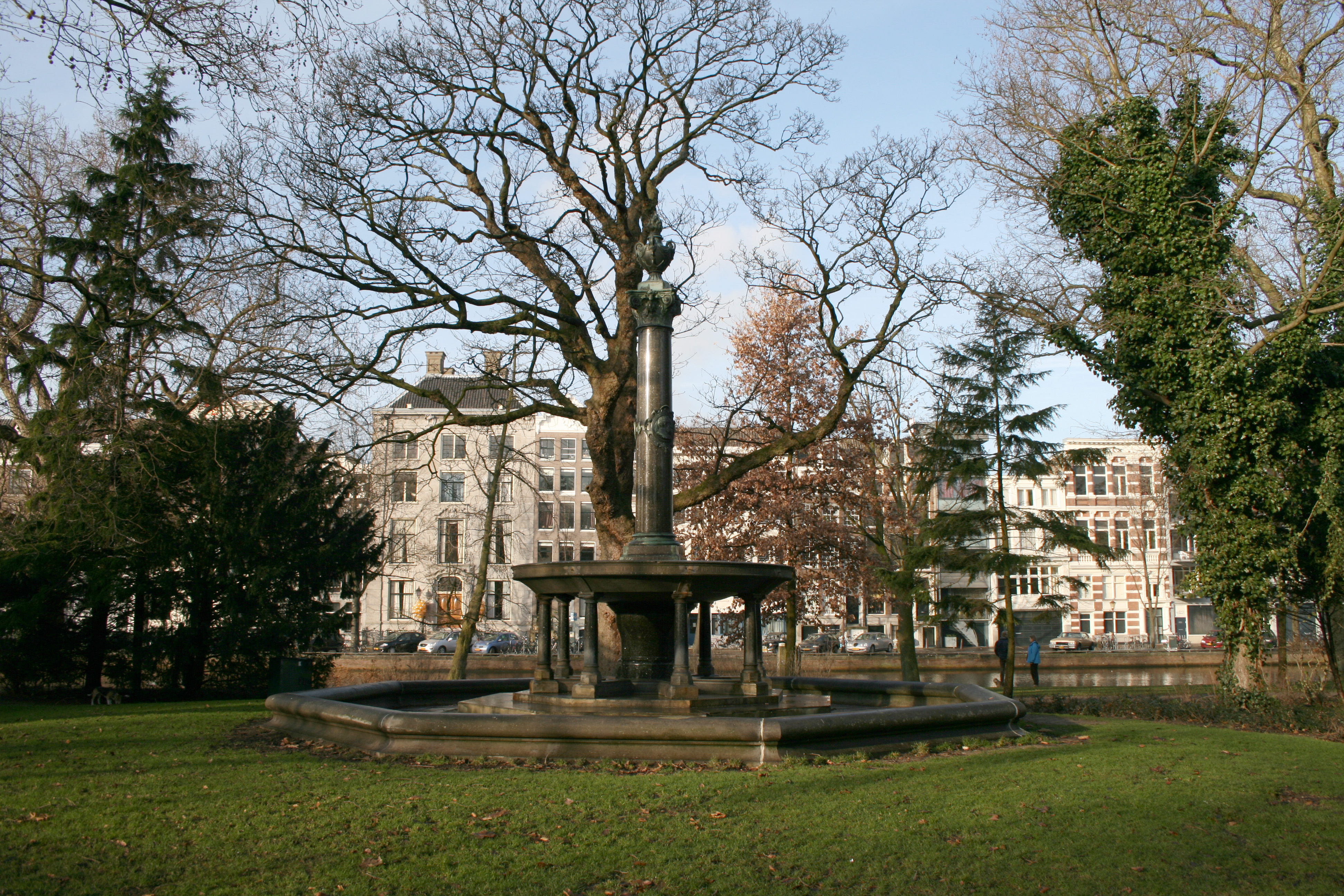
Het enige dat nog resteert van de Parkschouwburg is een fontein in het Wertheimpark

Albert Dumont en Alban Chambon waren bekende schouwburgontwerpers. Chambon realiseerde onder andere het Brusselse Beurstheater en was ook betrokken bij de bouw van schouwburgen in Engeland. Hij realiseerde ook architectuur in de badplaatsen Oostende en Westende, zoals de renovatie van de Casino-Kursaal en het Spa Casino. Veel van zijn gebouwen zijn inmiddels gesloopt. Zijn werk wordt gezien als voorloper van de art nouveau. De zaal had een uitstekende akoestiek.
De Parkschouwburg bezat naast de zaal zelf een foyer in Indische stijl, een zomer- en wintertuin, een wandelgalerij en waterfonteinen. Het gebouw werd - in die tijd geen vanzelfsprekendheid - elektrisch verlicht. De buitenkant van het gebouw vond men lelijk, en verraadde niets van de exotische binnenkant. Rond het gebouw lag een park met muziekkoepels, alsook wandel- en speelgelegenheid.

## Trivia
In de Parkschouwburg hebben ook de beroemde componisten Franz Liszt, Max Bruch, Johannes Brahms, Camille Saint-Saëns en Niels Gade werken van eigen hand gedirigeerd. De violist Henryk Wieniawski vierde er triomfen.  